# David González Giraldo
David Salvador González Giraldo (Medellín, Antioquia; 20 de julio de 1982) es un exfutbolista y entrenador colombiano. Como futbolista jugaba como arquero, y es ampliamente considerado como un histórico capitán e ídolo en el Independiente Medellín. Militó como profesional en el club entre 2002 y 2005, y posteriormente en una segunda etapa entre 2015 y 2019; además de ser el jugador con más títulos ganados en la historia del mismo, así como el 3.º con más partidos disputados. Desde el 4 de enero de 2025 es el director técnico de Millonarios de la Categoría Primera A de Colombia.
En su etapa como futbolista jugó como arquero durante 18 temporadas. Atajó en el fútbol europeo estando en clubes como Çaykur Rizespor, Manchester City, Brighton, Barnsley, Aberdeen  y Leeds United. El dorsal 22 del Independiente Medellín fue retirado a su nombre. También fue internacional con la Selección Colombia en 2 ocasiones.

## Trayectoria como jugador

### Independiente Medellín
González surgió de las Divisiones menores de Atlético Nacional y logró debutar profesionalmente como jugador en Independiente Medellín en el año 2002, en un clásico ante el rival de patio, su equipo formador, Atlético Nacional.
En 2002, logró salir campeón con el Independiente Medellín luego de 45 años sin que el equipo lo hiciera, tras derrotar al Deportivo Pasto en la final del Torneo Finalización. Es el arquero más joven en la historia del club en ser campeón.
En 2003, su equipo realizó una buena campaña en la Copa Libertadores de América, donde llegó a las semifinales del certamen, derrotando a rivales como Boca Juniors, Gremio, Cerro Porteño, Colo-Colo y Barcelona de Guayaquil. Fue una de las figuras del equipo, siendo fundamental en los cuartos de final contra Cerro Porteño, donde en la tanda de penaltis atajó dos.
En 2004, David González volvió a ser campeón, y este título fue especialmente recordado, ya que se consiguió en pleno Clásico paisa frente al Atlético Nacional.

### Deportivo Cali
En 2006, David González, tras su paso por el DIM, llega al Deportivo Cali como una de sus grandes figuras. Con una destacada campaña, logra el subcampeonato del Torneo Apertura, tras perder la final contra el Deportivo Pasto.

### Rizespor
En la temporada 2007-08, desciende con el Rizespor. Paralelamente, en la Copa de Turquía avanzan hasta la semifinal, pero son goleados en ambos encuentros frente al Kayserispor, que a la postre sería el equipo campeón

### Huracán
Recomendado por el entrenador Omar Labruna, quien lo había dirigido tiempo atrás, llega a territorio argentino para fichar con el Newell's Old Boys. Sin embargo, justo en el momento en que se iba a firmar el contrato, surgió un conflicto entre el entrenador del equipo, Ricardo Caruso Lombardi, y los directivos, lo que truncó la negociación. Semanas más tarde, en agosto de 2008 ficha con el Huracán, donde permanece bajo las órdenes de Ángel Cappa hasta la culminación del Torneo Clausura 2009 siendo subcampeón del mismo.

### Manchester City
En septiembre de 2009 llega al Manchester City. Allí compite por el puesto con Shay Given, Stuart Taylor y Gunnar Nielsen, siendo la cuarta opción del equipo. Sin embargo, con la intención de que se convirtiera en titular para tener más rodaje, es enviado a la liga de reservas, donde tiene varios partidos destacados. Regresa al plantel principal debido a una lesión de los dos goleros principales y es convocado en cuatro ocasiones para disputar la Premier League. Sin embargo, cuando se disponía a debutar, sufre una lesión que lo margina de las canchas por un tiempo, y en su lugar es contratado Márton Fülöp. Durante su paso por el equipo citizen, compartió camerino con varios jugadores de talla mundial, como Carlos Tévez, Emmanuel Adebayor, Kolo Touré, Patrick Vieira, Vincent Kompany, Roque Santa Cruz, entre otros. 
Con el equipo que compitió en la Premier Reserve League, disputó 13 partidos en las temporadas 2009-10 y 2010-11. Tiempo después, para el 31 de enero de 2011 fue cedido al Leeds United.

### Aberdeen
En junio de 2011 se confirma una nueva cesión, esta vez al fútbol de Escocia en el club Aberdeen F.C.
Durante el mercado de invierno del 2012, rescinde su contrato con el Aberdeen F.C. y decide fichar con el Brighton & Hove Albion Football Club de la segunda división de Inglaterra hasta lo que queda de la temporada 2011/12.

### Deportivo Pasto
Luego de pasar por clubes de Turquía, Argentina, Inglaterra y Escocia, decide volver a jugar en Colombia fichando con el Deportivo Pasto a inicios del 2013 para afrontar los torneos apertura y finalización, la Copa Colombia y la Copa Sudamericana (esta última en el segundo semestre del año). Durante la pretemporada que realizaba con el club pastuso, sufre una luxo-fractura en el tobillo derecho durante un partido amistoso frente al César Vallejo de Perú, dejándolo inactivo durante 4 meses provocando que el club fichara al cancerbero uruguayo Lucero Álvarez, lo que provocó que después de recuperarse fuera suplente y no tuviera ritmo durante el resto del primer semestre para finalizar su recuperación.

### Águilas Doradas
En 2014 jugó para las Águilas Pereira con el que clasificó a cuartos de final en el Torneo Apertura y a cuadrangulares en el Torneo Finalización.

### Independiente Medellín

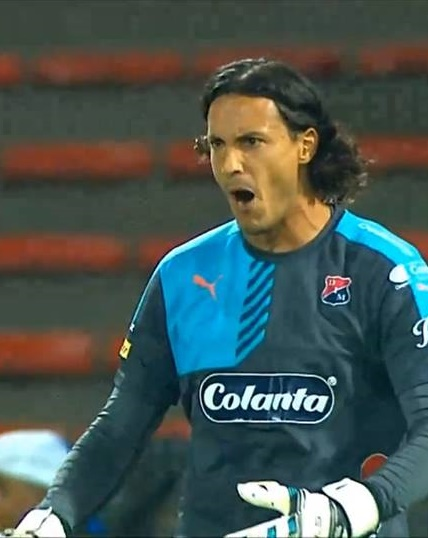
González en 2015.

El 3 de febrero de 2015, David González anuncia su regreso al Independiente Medellín. Llegó como un emblema del equipo, siendo un ídolo del DIM. En el primer semestre de 2015, tuvo poca actividad, actuando principalmente como suplente en la liga y disputando solo los partidos de la Copa Águila. Sin embargo, en el segundo semestre, gracias a su liderazgo y nivel bajo los tres palos, tuvo una destacada actuación en la semifinal de la Copa Colombia, donde atajó dos penales y convirtió uno en la definición desde los 12 pasos. Logró ganarse la titularidad, terminando el Todos Contra Todos como titular indiscutido. Durante esa fase regular, jugó 9 partidos, en los que solo recibió goles en dos ocasiones. Además, defendió el arco en un partido en el que el arquero titular fue expulsado, ayudando a su equipo a clasificar a los cuartos de final de la liga.
El 7 de diciembre de 2015, anunció en su cuenta de Twitter que había renovado por dos años más con el conjunto rojo, extendiendo su vínculo con el club hasta diciembre de 2017.
El 12 de junio de 2016, jugó su partido número 200 con el Independiente Medellín, justo en la semifinal del Torneo Apertura 2016. Fue figura en la tanda de penales, atajando dos y convirtiendo uno, lo que permitió a su equipo avanzar a la gran final de la Liga.
Tras clasificar a la final, en una semifinal donde González fue clave, disputó su primera final del fútbol colombiano el 15 de junio de 2016, empatando 1-1 en Barranquilla frente al Junior. El 19 de junio, en el partido de vuelta en el Atanasio Girardot, el Medellín se impuso 2-0, logrando un marcador global de 3-1 y coronando su sexta estrella. Con este título, González consiguió su tercer campeonato con el DIM, convirtiéndose en el segundo jugador en lograr tres títulos con el club.
En 2017, jugó su tercera Copa Libertadores con el DIM, convirtiéndose en el jugador con más partidos en la historia de este certamen con el equipo poderoso.
El 6 de noviembre de 2019, logró su cuarto título oficial con la Copa Colombia, convirtiéndose en el jugador más ganador de la historia del Deportivo Independiente Medellín, superando los tres títulos de Ricardo Calle.

### Deportivo Cali y retiro
En el 2020 vuelve al Deportivo Cali tras muchos años. Completo una buena campaña de titular con el conjunto verdiblanco y al finalizar la temporada decide retirarse del fútbol profesional.

## Trayectoria como entrenador

### Independiente Medellín
El 28 de junio de 2022, fue confirmado como nuevo entrenador del Independiente Medellín para afrontar el Torneo Finalización. Rápidamente se convirtió en el DT revelación del campeonato, llegando hasta la final contra el Deportivo Pereira, en la cual cayó en la tanda de penaltis por un marcador de 4-3.  Terminaría en la segunda posición en la reclasificación total del año con 91 puntos perdiendo la primera casilla con Millonarios por diferencia de cuatro goles, no obstante, este puntaje le aseguró un cupo en las fases previas de la Copa Libertadores 2023. Paralelamente, en la Copa Colombia 2022 avanzó hasta la semifinal donde pierde la llave con un marcador global de 4-2 también ante el equipo bogotano.
A pesar de llevar un rendimiento notable en la Copa Libertadores y aceptable en la liga, el 8 de mayo de 2023 se comunica sobre su salida del club. 

### Deportes Tolima
El 18 de septiembre de 2023, Deportes Tolima lo oficializa como su nuevo entrenador.  Durante el Torneo Finalización, clasificó al cuadrangular semifinal y fue líder durante las primeras cinco fechas. Sin embargo, en la última fecha, cayó derrotado por un marcador de 4-2 contra el Junior de Barranquilla, lo que le hizo perder la posibilidad de acceder a la final. A pesar de ello, en los partidos que dirigió, el equipo solo sufrió 3 derrotas y alcanzó un rendimiento del 80%, lo que le permitió obtener un cupo para la Copa Sudamericana 2024.
En 2024, fue el mejor equipo del año en la reclasificación, con 93 puntos. No obstante, en el Torneo Apertura quedó a un paso de la clasificación a la final, perdiendo la posibilidad a manos de Independiente Santa Fe en la última fecha del cuadrangular, por su parte, en el Torneo Finalización perdió el título tras caer por un marcador global de 3-1 contra Atlético Nacional.

### Millonarios
El 4 de enero de 2025 es oficializado como nuevo entrenador de Millonarios, tras la renuncia de Alberto Gamero.

## Selección nacional
Su debut en el equipo mayor fue en una victoria 2-1 contra Corea del Sur el 15 de enero de 2005 en un partido amistoso. Tras su excelente momento con el Independiente Medellín el 26 de agosto de 2016 vuelve a ser convocado a la Selección Colombia para los juegos por eliminatoria frente a Venezuela y Brasil. Volvería a jugar con la selección mayor el 25 de enero de 2017 en el amistoso por la amistad frente Brasil donde caerían derrotados por la mínima diferencia.

### Participaciones enEliminatorias al Mundial
| Eliminatoria                        | Sede del Mundial | Posición      | Resultado   | PJ                                | GR | VI |
| ----------------------------------- | ---------------- | ------------- | ----------- | --------------------------------- | -- | -- |
| Eliminatorias Mundial de Rusia 2018 | Rusia            | 4°lugar 27pts | Clasificado | 0 (8 convocatorias como suplente) | 0  | 0  |

## Estadísticas

### Como jugador

#### Clubes
| Club                               | Div.                      | Temporada           | Liga  | Liga  | Copas | Copas | Internacional | Internacional | Total | Total |
| Club                               | Div.                      | Temporada           | Part. | Goles | Part. | Goles | Part.         | Goles         | Part. | Goles |
| ---------------------------------- | ------------------------- | ------------------- | ----- | ----- | ----- | ----- | ------------- | ------------- | ----- | ----- |
| Independiente Medellín · Colombia  |                           |                     |       |       |       |       |               |               |       |       |
| 1.ª                                | 2002                      | 21                  | 0     | -     | -     | -     | -             | 21            | 0     |       |
| 1.ª                                | 2003                      | 38                  | 0     | -     | -     | 12    | 0             | 50            | 0     |       |
| 1.ª                                | 2004                      | 46                  | 0     | -     | -     | -     | -             | 46            | 0     |       |
| 1.ª                                | 2005                      | 22                  | 0     | -     | -     | 8     | 0             | 30            | 0     |       |
| 1.ª                                | Deportivo Cali · Colombia |                     |       |       |       |       |               |               |       |       |
| 1.ª                                | 2006                      | 37                  | 0     | -     | -     | 4     | 0             | 41            | 0     |       |
| 1.ª                                | 2007                      | 22                  | 0     | -     | -     | -     | -             | 22            | 0     |       |
| 1.ª                                | Rizespor Turquía          |                     |       |       |       |       |               |               |       |       |
| 1.ª                                | 2007/08                   | 30                  | 0     | 6     | 0     | -     | -             | 36            | 0     |       |
| Huracán Argentina                  |                           |                     |       |       |       |       |               |               |       |       |
| 1.ª                                | 2008/09                   | 0                   | 0     | -     | -     | -     | -             | 0             | 0     |       |
| Manchester City Inglaterra         |                           |                     |       |       |       |       |               |               |       |       |
| 1.ª                                | 2009/10                   | 0                   | 0     | -     | -     | -     | -             | 0             | 0     |       |
| Manchester City Reserve Inglaterra |                           |                     |       |       |       |       |               |               |       |       |
| Res.                               | 2009/10                   | 5                   | 0     | -     | -     | -     | -             | 5             | 0     |       |
| Res.                               | 2010/11                   | 8                   | 0     | -     | -     | -     | -             | 8             | 0     |       |
| Total club                         | Total club                | 13                  | 0     | 0     | 0     | 0     | 0             | 13            | 0     |       |
| Leeds United Inglaterra            |                           |                     |       |       |       |       |               |               |       |       |
| 2.ª                                | 2011                      | 1                   | 0     | 1     | 0     | -     | -             | 2             | 0     |       |
| Aberdeen Escocia                   |                           |                     |       |       |       |       |               |               |       |       |
| 1.ª                                | 2011                      | 14                  | 0     | 1     | 0     | -     | -             | 15            | 0     |       |
| Brighton & Hove Albion Inglaterra  |                           |                     |       |       |       |       |               |               |       |       |
| 2.ª                                | 2012                      | 2                   | 0     | -     | -     | -     | -             | 2             | 0     |       |
| Barnsley Inglaterra                |                           |                     |       |       |       |       |               |               |       |       |
| 2.ª                                | 2012                      | 3                   | 0     | -     | -     | -     | -             | 3             | 0     |       |
| Deportivo Pasto · Colombia         |                           |                     |       |       |       |       |               |               |       |       |
| 1.ª                                | 2013                      | 4                   | 0     | 2     | 0     | 0     | 0             | 6             | 0     |       |
| Águilas Doradas · Colombia         |                           |                     |       |       |       |       |               |               |       |       |
| 1.ª                                | 2014                      | 22                  | 0     | 7     | 0     | 1     | 0             | 30            | 0     |       |
| Independiente Medellín · Colombia  |                           |                     |       |       |       |       |               |               |       |       |
| 1.ª                                | 2015                      | 16                  | 0     | 11    | 0     | -     | -             | 27            | 0     |       |
| 1.ª                                | 2016                      | 45                  | 0     | 3     | 0     | 8     | 0             | 56            | 0     |       |
| 1.ª                                | 2017                      | 37                  | 0     | 10    | 0     | 8     | 0             | 55            | 0     |       |
| 1.ª                                | 2018                      | 45                  | 0     | 1     | 0     | 2     | 0             | 48            | 0     |       |
| 1.ª                                | 2019                      | 39                  | 0     | 8     | 0     | 2     | 0             | 49            | 0     |       |
| Total club                         | Total club                | 309                 | 0     | 33    | 0     | 40    | 0             | 382           | 0     |       |
| Deportivo Cali · Colombia          |                           |                     |       |       |       |       |               |               |       |       |
| 1.ª                                | 2020                      | 21                  | 0     | -     | -     | 6     | 0             | 27            | 0     |       |
| Total club                         | Total club                | 80                  | 0     | 0     | 0     | 10    | 0             | 90            | 0     |       |
| Total en su carrera                | Total en su carrera       | Total en su carrera | 478   | 0     | 50    | 0     | 51            | 0             | 579   | 0     |

#### Selección nacional
| Selección         | Año               | Amistosos | Amistosos | Copa América | Copa América | Eliminatorias | Eliminatorias | Preolímpico | Preolímpico | Total | Total |
| Selección         | Año               | PJ        | G         | PJ           | G            | PJ            | G             | PJ          | G           | PJ    | G     |
| ----------------- | ----------------- | --------- | --------- | ------------ | ------------ | ------------- | ------------- | ----------- | ----------- | ----- | ----- |
| Colombia Sub-23   | 2003              | --        | --        | --           | --           | --            | --            | 2           | 0           | 2     | 0     |
| Colombia Sub-23   | Total             | --        | --        | --           | --           | --            | --            | 2           | 0           | 2     | 0     |
| Colombia Mayores  | 2005              | 1         | 0         | --           | --           | --            | --            | --          | --          | 1     | 0     |
| Colombia Mayores  | 2016              | --        | --        | --           | --           | 0             | 0             | --          | --          | 0     | 0     |
| Colombia Mayores  | 2017              | 1         | 0         | --           | --           | 0             | 0             | --          | --          | 1     | 0     |
| Colombia Mayores  | Total             | 2         | 0         | --           | --           | --            | --            | --          | --          | 2     | 0     |
| Total en Colombia | Total en Colombia | 2         | 0         | --           | --           | 0             | 0             | 2           | 0           | 4     | 0     |

### Como entrenador
| Independiente Medellín · Colombia | 1.ª                 | 2022                | 28  | 12 | 10 | 6  | 4 | 1 | 1 | 2 | - | - | - | - | 32  | 13 | 11 | 8  | 52.09% | 41  | 34  | +7  |
| Independiente Medellín · Colombia | 1.ª                 | 2023                | 17  | 6  | 4  | 7  | - | - | - | - | 7 | 3 | 3 | 1 | 24  | 9  | 7  | 8  | 47.22% | 35  | 31  | +4  |
| Independiente Medellín · Colombia | Total               | Total               | 45  | 18 | 14 | 13 | 4 | 1 | 1 | 2 | 7 | 3 | 3 | 1 | 56  | 22 | 18 | 16 | 50%    | 76  | 65  | +11 |
| Deportes Tolima · Colombia        | 1.ª                 | 2023                | 15  | 12 | 0  | 3  | - | - | - | - | - | - | - | - | 15  | 12 | 0  | 3  | 80%    | 28  | 13  | +15 |
| Deportes Tolima · Colombia        | 1.ª                 | 2024                | 52  | 27 | 12 | 13 | 2 | 0 | 1 | 1 | 1 | 0 | 1 | 0 | 55  | 27 | 14 | 14 | 57.57% | 76  | 50  | +26 |
| Deportes Tolima · Colombia        | Total               | Total               | 67  | 39 | 12 | 16 | 2 | 0 | 1 | 1 | 1 | 0 | 1 | 0 | 70  | 39 | 14 | 17 | 62.38% | 104 | 63  | +41 |
| Millonarios · Colombia            | 1.ª                 | 2025                | 31  | 13 | 9  | 9  | 1 | 1 | 0 | 0 | 1 | 0 | 0 | 1 | 33  | 14 | 9  | 10 | 51.51% | 42  | 32  | +10 |
| Millonarios · Colombia            | Total               | Total               | 31  | 13 | 9  | 9  | 1 | 1 | 0 | 0 | 1 | 0 | 0 | 1 | 33  | 14 | 9  | 10 | 51.51% | 42  | 32  | +10 |
| Total en su carrera               | Total en su carrera | Total en su carrera | 143 | 70 | 35 | 38 | 7 | 2 | 2 | 3 | 9 | 3 | 4 | 2 | 159 | 75 | 41 | 43 | 55.77% | 222 | 160 | +62 |
| 1. 2.                             |                     |                     |     |    |    |    |   |   |   |   |   |   |   |   |     |    |    |    |        |     |     |     |

#### Resumen por competencias
| Competición         | Partidos | Ganados | Empatados | Perdidos | %      | Resultado       |
| ------------------- | -------- | ------- | --------- | -------- | ------ | --------------- |
| Categoría Primera A | 143      | 70      | 35        | 38       | 57.11% | Subcampeón      |
| Copa Colombia       | 7        | 2       | 2         | 3        | 38.09% | Semifinales     |
| Copa Libertadores   | 7        | 3       | 3         | 1        | 57.15% | Fase de grupos  |
| Copa Sudamericana   | 2        | 0       | 1         | 1        | 16.67% | Fase preliminar |
| Total               | 159      | 75      | 41        | 43       | 55.77% | Sin Títulos     |

## Palmarés

### Como jugador

#### Campeonatos nacionales
| Título              | Club                   | País     | Año     |
| ------------------- | ---------------------- | -------- | ------- |
| Categoría Primera A | Independiente Medellín | Colombia | 2002-II |
| Categoría Primera A | Independiente Medellín | Colombia | 2004-I  |
| Categoría Primera A | Independiente Medellín | Colombia | 2016-I  |
| Copa Colombia       | Independiente Medellín | Colombia | 2019    |